# Shanghai World Financial Center
Il Centro Finanziario Mondiale di Shanghai, o chiamato anche Shanghai World Financial Center (SWFC; in cinese: 上海环球金融中心; pinyin: Shànghǎi Huánqiú Jīnróng Zhōngxīn, Shanghainese: Zånhae Guejieu Cinyon Tsonsin), è il secondo più alto grattacielo di Shanghai: la sua altezza è di 492 metri. È al decimo posto tra i grattacieli più alti del mondo e al quinto tra quelli più alti della Cina. È stato inaugurato il 30 agosto 2008.

## Descrizione
La sua costruzione iniziò nei primi anni novanta, sulla base di un progetto che prevedeva il sorgere di tre edifici altissimi per questo distretto, denominato Lujiazui.
Commissionato allo studio di architettura di fama mondiale Kohn Pedersen Fox, lo Shanghai World Financial Center è stato sviluppato da un consorzio di investitori giapponesi guidati dalla Mori Corporation, un team responsabile per la riqualificazione di Roppongi Hills a Tokyo.
Il design dell'edificio è stato oggetto di due grandi controversie.
- La prima, in merito all'apertura circolare sulla parte alta dell'edificio, criticata da molti cinesi perché molto simile al sole emergente della bandiera nazionale giapponese poi sostituita da una apertura rettangolare.
- Il secondo fattore, invece, è dato dalla continua crescita del peso dell'edificio, legata al fatto che gli investitori tendono a farne una vera e propria icona e quindi ne suggeriscono altezze sempre più elevate. Il progetto definitivo ha stabilito 93 piani con 358.000 metri quadrati di superficie, che contiene al tempo stesso due corpi ben distinti: una torre scultorea e un podio alla base. L'apertura ha come scopo principale quello di offrire meno resistenza possibile al vento. La forma dell'edificio così ottenuta gli ha "conferito" il soprannome di bottle opener (apribottiglie).

L'edificio comprende inoltre, un lussuoso hotel di 300 stanze nella parte più alta della struttura.

## Galleria d'immagini

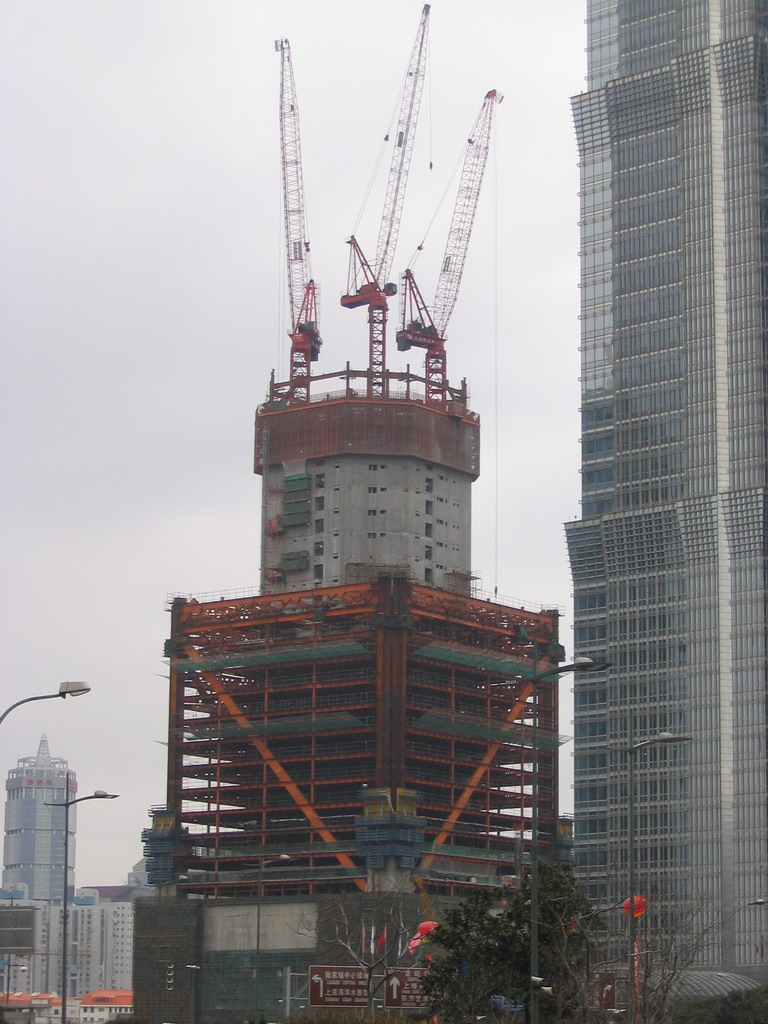
Febbraio 2006
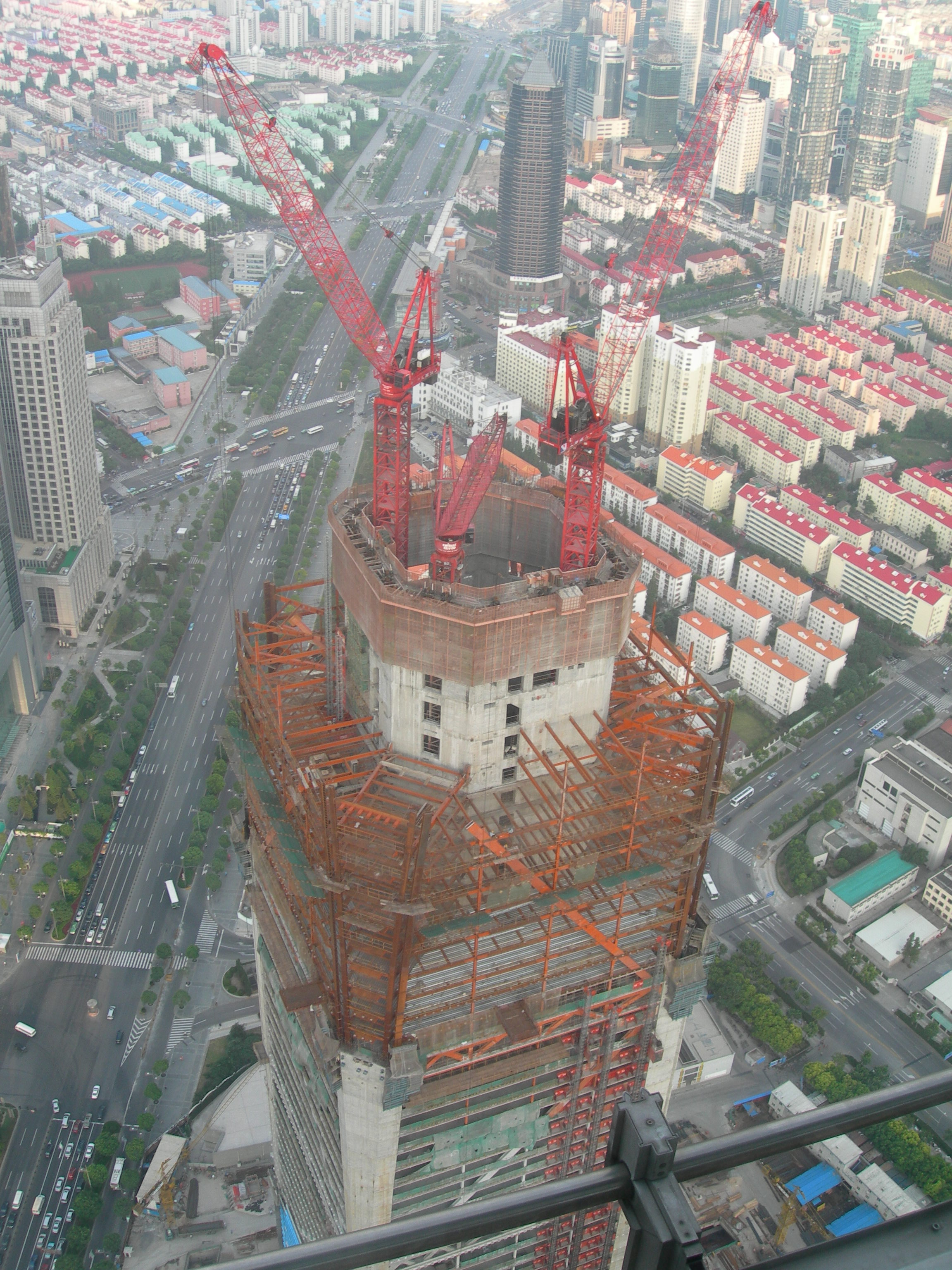
Agosto 2006
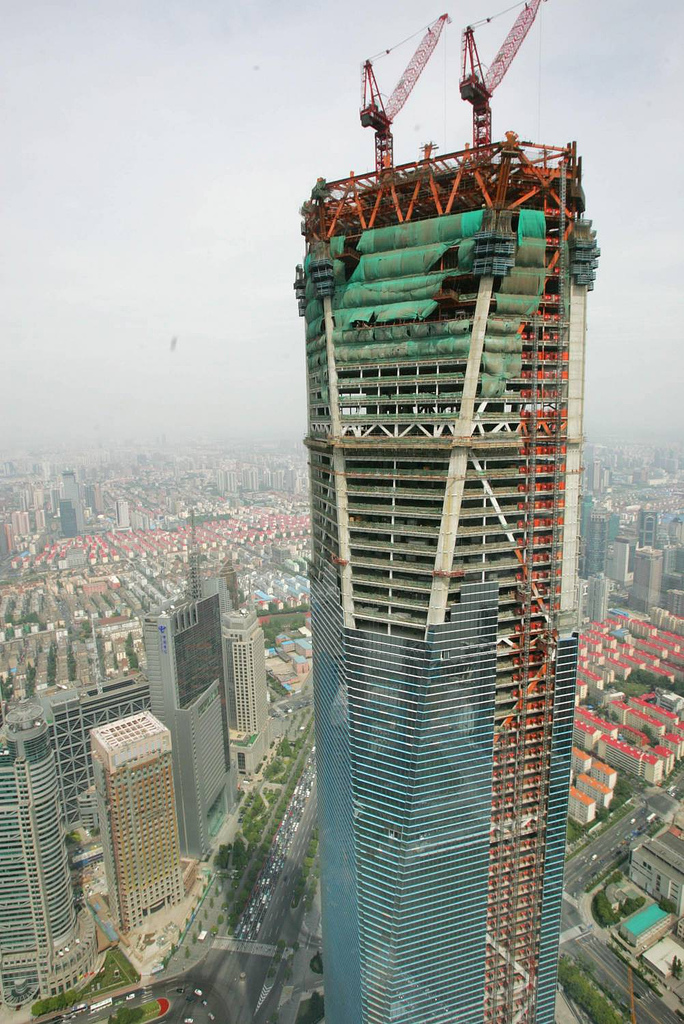
Maggio 2007
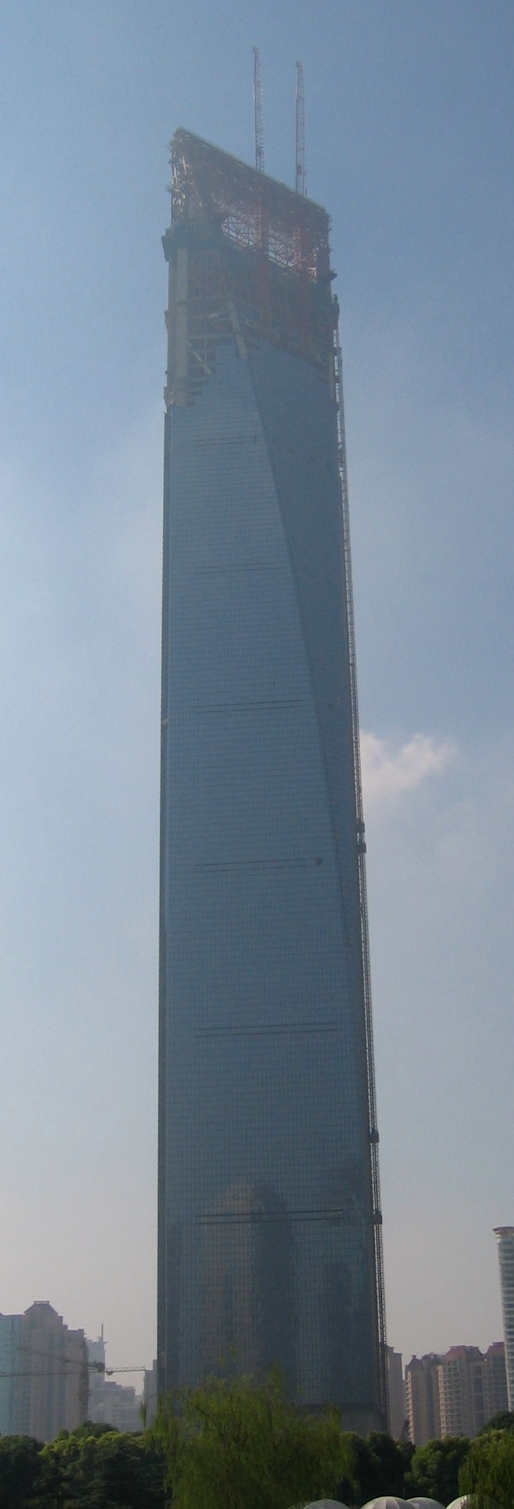
Settembre 2007
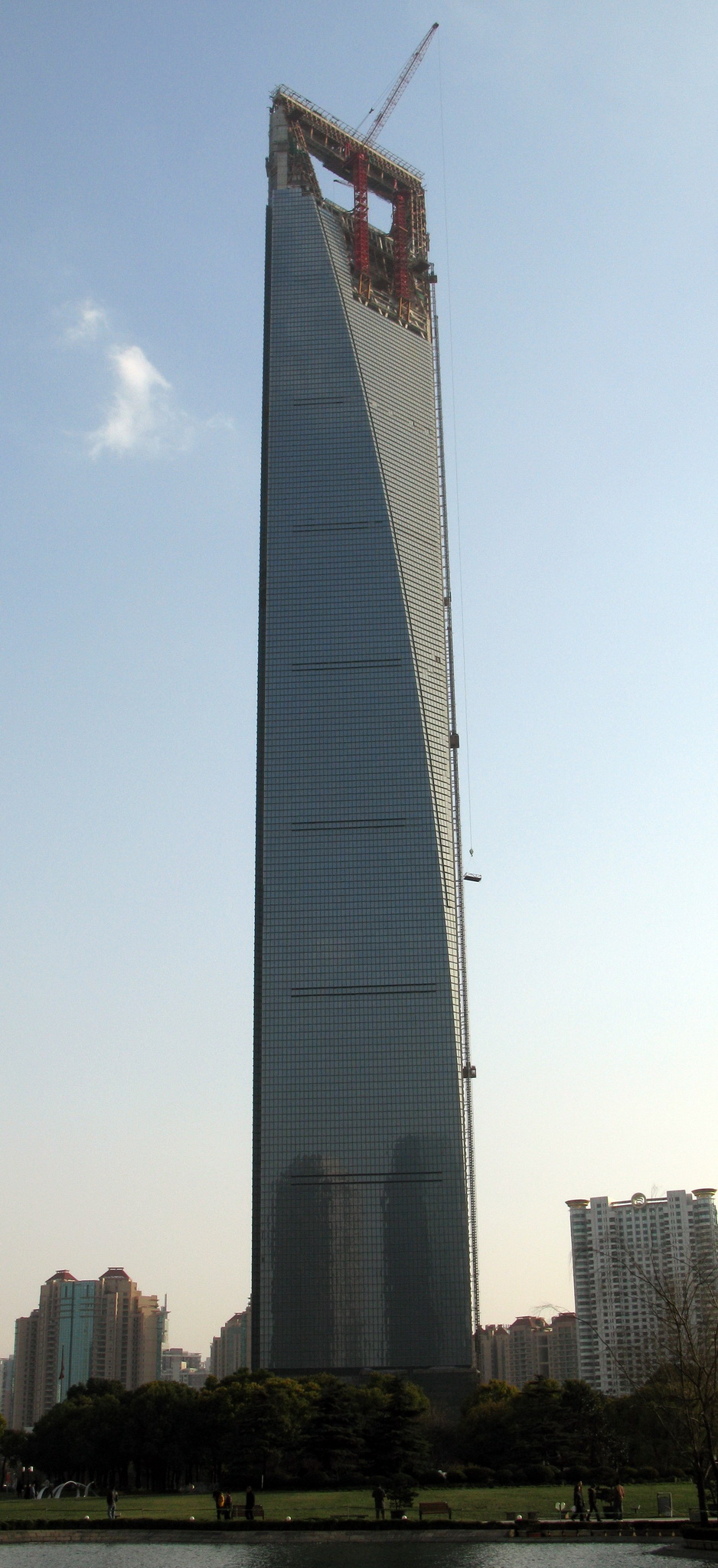
Febbraio 2008
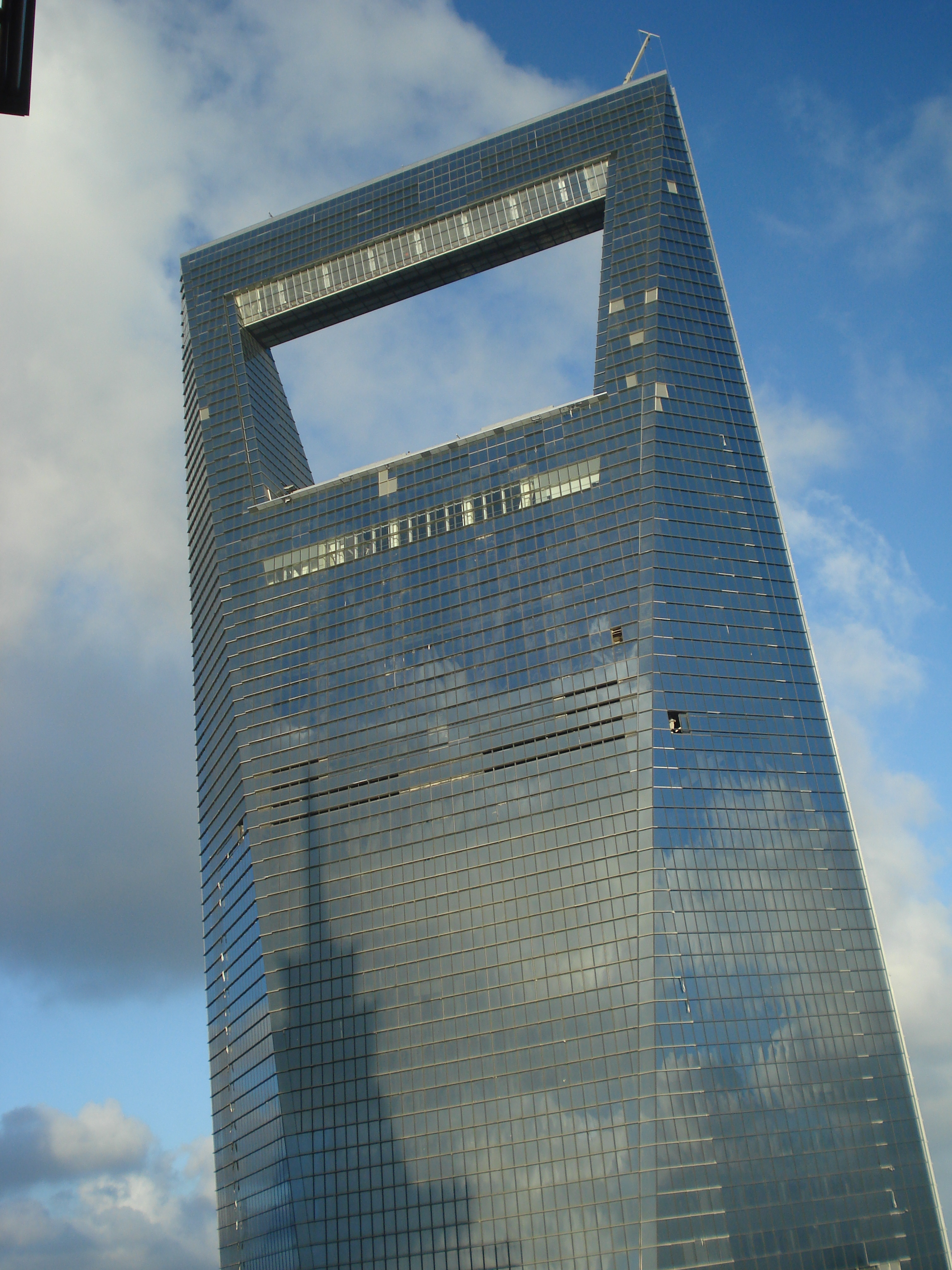
Tetto del SWFC